# Кнодомар
Кнодомар (Chnodomar, Knodomar, на латински: Chnodomarius) е крал на алеманите до 357 г. в Ортенау и брат на Медерих.

## Управление
Кнодомар тръгва през 350 г., подтикван от император Констанций II, против узурпатор Магненций в Галия и побеждава неговия цезар (подимператор) Деценций.
През 357 г. Констанций II изпраща братовчед си цезар Юлиан и генерал Барбацион в Аугуста Рауракум (Augusta Raurica, днес Кайзераугст), за да се бият против алеманите, които побеждават римляните. След това се събират множество подкрале на алеманите и аристократи и под командването на Кнодомар започват битката при Срасбург през есента на 357 г. Алеманите са победени от многобройните римляни. Кнодомар и оживелите се опитват да преминат през Рейн, но са заловени. Кнодомар моли Юлиан за милост и е заведен при императора в Рим, където умира от старост на Целий (Mons Caelius) в един лагер за чужденци.
Хенрик Ибсен го споменава в драмата си „Kaiser und Galiläer“.